# 新瑞士 (喬治亞州)
新瑞士（英語：New Switzerland）是位於美國喬治亞州哈伯沙姆縣的一個非建制地區。該地的面積和人口皆未知。

## 地理
新瑞士的座標為34°32′09″N 83°27′55″W / 34.53583°N 83.46528°W，而該地的平均海拔高度為437米（即1434英尺）。